# مايكو ناكامورا
مايكو ناكامورا (باليابانية: 中村舞子؛ بالكانا: なかむら まいこ) هي مغنية يابانية، ولدت في 15 يونيو 1991 في طوكيو في اليابان.

## وصلات خارجية
- الموقع الرسمي
- مايكو ناكامورا على موقع ميوزك برينز (الإنجليزية)